# Claremore
Claremore é uma cidade localizada no estado norte-americano de Oklahoma, no Condado de Rogers.

## Demografia
Segundo o censo norte-americano de 2000, a sua população era de 15.873 habitantes.
Em 2006, foi estimada uma população de 17.314, um aumento de 1441 (9.1%).

## Geografia
De acordo com o United States Census Bureau tem uma área de
31,8 km², dos quais 31,2 km² cobertos por terra e 0,6 km² cobertos por água. Claremore localiza-se a aproximadamente 188 m acima do nível do mar.

## Localidades na vizinhança
O diagrama seguinte representa as localidades num raio de 16 km ao redor de Claremore.